# جوهري (مقاطعة فراشبند)
جوهري (بالفارسية: جوهری) هي قرية تقع في قسم دجغاه الريفي في إيران. يقدر عدد سكانها بـ 291 نسمة بحسب إحصاء 2016.